# Dennis van Scheppingen
Dennis van Scheppingen (* 5. Juli 1975 in Mijdrecht) ist ein ehemaliger niederländischer Tennisspieler.

## Karriere
Im Alter von 18 Jahren begann er seine professionelle Karriere. Im Alter von 21 Jahren gab er 1996 unter Chefcoach Stanley Franker sein Debüt in der niederländischen Davis-Cup-Mannschaft gegen Neuseeland. Van Scheppingen gewann in seiner Karriere zwölf Turniere auf der Challenger Tour, davon elf im Einzel und einen im Doppel, und bestritt insgesamt 14 Partien bei Grand-Slam-Turnieren. Der größte Erfolg seiner Karriere war 1997 das Erreichen der dritten Runde der Australian Open. Im September 2004 erreichte er seine höchste Platzierung in der Weltrangliste mit Platz 72 im Einzel. Im Doppel war der Finaleinzug beim ATP-Turnier in Amsterdam sein größter Erfolg. In seiner Profikarriere wurde van Scheppingen immer wieder von Verletzungen zurückgeworfen, insbesondere gegen Ende seiner Karriere, die er 2007 verletzungsbedingt schließlich beendete.
Danach betätigte sich van Scheppingen als Tennistrainer, unter anderem von der Rollstuhltennisspielerin Jiske Griffioen. Die Zusammenarbeit der beiden führte zu großen Erfolgen, darunter gute Ergebnisse bei Grand Slams und das Erreichen der Weltranglistenführung im Rollstuhltennis-Einzel. Er führt eine Tennisschule in Hoofddorp.

## Erfolge
| Legende                       |
| Grand Slam                    |
| Tennis Masters Cup            |
| ATP Masters Series            |
| ATP International Series Gold |
| ATP International Series      |
| ATP Challenger Series (12)    |

### Einzel

#### Turniersiege
| Nr. | Datum              | Turnier      | Belag     | Finalgegner          | Ergebnis       |
| --- | ------------------ | ------------ | --------- | -------------------- | -------------- |
| 1.  | 23. Juni 1996      | Eisenach     | Sand      | David Škoch          | 6:4, 6:0       |
| 2.  | 21. Juli 1996      | Scheveningen | Sand      | Dominik Hrbatý       | 4:6, 6:3, 6:2  |
| 3.  | 25. Februar 2001   | Chandigarh   | Hartplatz | Noam Okun            | 6:3, 7:5       |
| 4.  | 26. August 2001    | Genf         | Sand      | Željko Krajan        | 6:3, 6:2       |
| 5.  | 1. September 2002  | Freudenstadt | Sand      | Didac Pérez          | 6:1, 6:1       |
| 6.  | 14. September 2002 | Budapest     | Sand      | Salvador Navarro     | 3:6, 6:3, 6:4  |
| 7.  | 9. Februar 2003    | Belgrad      | Teppich   | Markus Hantschk      | 7:5, 6:3       |
| 8.  | 9. November 2003   | Eckental     | Teppich   | Joachim Johansson    | 5:7, 6:3, 7:63 |
| 9.  | 30. November 2003  | Mailand      | Teppich   | Uladsimir Waltschkou | 5:7, 6:4, 7:65 |
| 10. | 14. März 2004      | Wrexham      | Hartplatz | Jan Vacek            | 6:4, 6:1       |
| 11. | 20. März 2005      | Salinas      | Hartplatz | Franco Ferreiro      | 6:2, 6:4       |

### Doppel

#### Turniersiege
| Nr. | Datum           | Turnier | Belag | Doppelpartner   | Finalgegner               | Ergebnis  |
| --- | --------------- | ------- | ----- | --------------- | ------------------------- | --------- |
| 1.  | 19. August 2001 | Sylt    | Sand  | Bobbie Altelaar | Rico Jacober Mark Nielsen | 7:63, 6:1 |

#### Finalteilnahmen
| Nr. | Datum         | Turnier   | Belag | Doppelpartner | Finalgegner                     | Ergebnis      |
| --- | ------------- | --------- | ----- | ------------- | ------------------------------- | ------------- |
| 1.  | 23. Juli 2000 | Amsterdam | Sand  | Edwin Kempes  | Sergio Roitman Andrés Schneiter | 6:4, 4:6, 1:6 |